# Nortal
Nortal Group är ett internationellt it-konsultbolag med huvudkontor i Tallinn, Estland, med verksamhet i Europa, USA, Mellanöstern och Afrika. Företaget har drygt 1800 anställda och omsatte 190 miljoner euro globalt under 2022. I oktober 2016 köpte Nortal det svenska marknadskonsultbolaget Element och i samband med förvärvet tog Elements vd Jonas Ander plats i Nortals ledningsgrupp och blev även global marknadschef i bolaget. Under 2020 förvärvade Jonas Ander och Mathias Jonsson enheten från Nortal Group.

## Företagshistoria
Nortal grundades år 2000 under namnet Webmedia i Tartu, Estland.
I maj 2012 bytte Webmedia Group AS namn till Nortal AS  Nortal är en förkortning för Nordic Talent.
Nortal började 2014 utveckla e-förvaltningen i Oman. Genom den så kallade Invest Easy-portalen har man lyckats registrera ett företag på 115 sekunder. Som ett resultat av portalen klättrade Oman 127 placeringar i kategorin Starting a business i Världsbankens Ease of doings business index 2017.
I oktober 2018 förvärvade Nortal Google Cloud-partnern Dev9, en mjukvaruutvecklare specialiserad på molntjänster.